# Summer (Album)
Summer ist das sechste Musikalbum des US-amerikanischen Pianisten George Winston. Es wurde 1991 beim New-Age-Label Windham Hill Records veröffentlicht. Es wurde 2008 von Dancing Cat Records neu aufgelegt. Nach einer Trilogie mit herbstlichen und winterlichen Motiven, die Winston zwischen 1980 und 1982 für Windham Hill aufgenommen hatte, beschäftigt sich das Album thematisch mit der Jahreszeit Sommer.

## Rezeption
Das Album wurde von Johnny Loftus für die Musikdatenbank Allmusic besprochen, der mit 3 von 5 Sternen wertet. Winston vermischt Loftus zufolge auf eine gekonnte Art Folk, die Introspektion des New Age und die Improvisation des Jazz.

## Titelliste
| #  | Titel                                 | Dauer | Komposition                                                                                              |
| -- | ------------------------------------- | ----- | --- |
| 01 | Living in the Country                 | 3:45  | Pete Seeger                                                                                              |
| 02 | Loreta and Desireé’s Bouquet (Part 1) | 4:04  | George Winston                                                                                           |
| 03 | Loreta and Desireé’s Bouquet (Part 2) | 3:29  | George Winston                                                                                           |
| 04 | Fragrant Fields                       | 4:02  | Art Lande                                                                                                |
| 05 | The Garden                            | 3:03  | Dominic Frontiere                                                                                        |
| 06 | Spring Creek                          | 4:03  | Philip Aaberg                                                                                            |
| 07 | Lullaby                               | 3:25  | George Winston / Steve Ferguson                                                                          |
| 08 | Black Stallion                        | 3:39  | Carmine Coppola                                                                                          |
| 09 | Hummingbird                           | 5:06  | George Winston                                                                                           |
| 10 | Early Morning Range                   | 3:59  | George Winston                                                                                           |
| 11 | Living Without You                    | 5:58  | Randy Newman                                                                                             |
| 12 | Goodbye Montana (Part 1)              | 2:15  | George Winston                                                                                           |
| 13 | Corrina, Corrina                      | 4:21  | Bo Chatmon / Bob Dylan / Mitchell Parish / Traditional / Bukka White / J. Mayo Williams / George Winston |
| 14 | Goodbye Montana (Part 2)              | 3:11  | George Winston                                                                                           |
| 15 | Where Are You Now                     | 3:20  | George Winston                                                                                           |

## Kommerzieller Erfolg

### Chartplatzierungen
| ChartsChartplatzierungen       | Höchstplatzierung | Wochen |
| ------------------------------ | ----------------- | ------ |
| Vereinigte Staaten (Billboard) | 55 (24 Wo.)       | 24     |

### Auszeichnungen für Musikverkäufe
Der US-amerikanische Phonoverband Recording Industry Association of America zertifizierte im Januar 1992 eine Goldene Schallplatte für mehr als 500.000 verkaufte Exemplare.
| Land/Region               | Auszeichnungen für Musikverkäufe (Land/Region, Auszeichnung, Verkäufe) | Verkäufe |
| ------------------------- | ---------------------------------------------------------------------- | -------- |
| Vereinigte Staaten (RIAA) | Gold                                                                   | 500.000  |
| Insgesamt                 | 1× Gold ·                                                              | 500.000  |